# 穆基堯約區
穆基堯約區（西班牙語：Distrito de Muquiyauyo），是秘魯的一個區，位於該國中部胡寧大區的豪哈省，始建於1886年10月26日，面積19.86平方公里，海拔高度3,342米，2005年人口2,636，人口密度每平方公里130人。